# Hexakarbonyl wolframu
Hexakarbonyl wolframu je chemická sloučenina se vzorcem W(CO)6, patřící mezi karbonyly kovů. Z této sloučeniny byl připraven první popsaný komplex divodíku.
Tato látka patří, podobně jako hexakarbonyly chromu a molybdenu, mezi těkavé, na vzduchu stálé, karbonylové komplexy s kovem v oxidačním čísle 0.

## Příprava a vlastnosti
W(CO)6 se připravuje redukcí chloridu wolframového oxidem uhelnatým.
WCl6 + 6 CO + 2 Al(C2H5)3 → W(CO)6 + 2 AlCl3 + 3 C4H10
Na vzduchu je poměrně stálý. V nepolárních organických rozpouštědlech se rozpouští omezeně. Hexakarbonyl wolframu se používá v depozici indukované paprskem elektronů - snadno se odpařuje a následně rozkládá paprskem elektronů, díky čemuž je použitelný jako zdroj atomů wolframu.
Molekuly W(CO)6 jsou oktaedrické, s šesti CO ligandy navázanými na centrální atom W a nulovým dipólovým momentem.

## Reakce
Všechny reakce W(CO)6 zahrnují ztrátu alespoň části CO ligandů. W(CO)6 reaguje podobně jako Mo(CO)6, pouze jsou produkty jeho reakcí kineticky mohutnější.

Dimer trikarbonylu cyklopentadienylwolframu se připravuje z W(CO)_{6}.

Reakcí hexakarbonylu wolframu s cyklopentadienidem sodným a následnou oxidací vytvořeného NaW(CO)3(C5H5) vzniká dimer trikarbonylu cyklopentadienylwolframu.
Další sloučeninou získávanou z hexakarbonylu wolframu je divodíkový komplex W(CO)3[P(C6H11)3]2(H2).
Působením acetonitrilu lze z hexakarbonylu wolframu oddělit tři CO ligandy.
W(CO)6 lze použít na desulfurizace organosírových sloučenin a na přípravu katalyzátorů metateze alkenů.

## Bezpečnost
Podobně jako ostatní karbonyly kovů je W(CO)6 těkavým zdrojem kovu a oxidu uhelnatého.